# Bordo Bereliler
De Bordo Bereliler (Nederlands: Bordeaux(-rode) Baretten) zijn een groep speciaal opgeleide militairen binnen de Turkse strijdkrachten. De Bordo Bereliler werden vermoedelijk na de staatsgreep in de jaren 1980 opgericht. Het bestaan van deze tak van de speciale eenheden kwam pas echt aan het licht in 1999, toen ze de Koerdische rebellenleider Abdullah Öcalan arresteerden in Kenia.

## Opleiding
De binnenlandse basisopleiding duurt 72 weken; additionele internationale training duurt 10 tot 52 weken met gespecialiseerde opleidingen in verschillende landen. Het duurt 3,5 jaar om uit te groeien tot een Bordo Bereli.
Het "Trust Shot" (in het Turks "Güven Atışı") is een onderdeel van de opleiding van het opleidingsprogramma. Het wordt uitgevoerd tijdens de laatste maand van de opleiding en is bedoeld om te zorgen dat de soldaten elkaar kunnen vertrouwen met hun leven. Het "Trust Shot" bestaat uit twee leden van een ploeg die naast papieren doelwitten staan, terwijl een ander groepslid op de doelstellingen schiet met een pistool terwijl hij vanaf 15 meter afstand naar hen toeloopt. Tijdens de oefening mogen de leden die naast de doelwitten staan zich niet bewegen en geen kogelvrije vesten dragen.

## Records
Door de VN en NAVO georganiseerde oefeningen tussen speciale eenheden.
- Wereldrecord sloten openmaken: 7 seconden
- Wereldrecord scherpschieten: 200 meter
- Wereldrecord bommen onschadelijk maken: 8 seconden
- Tijdens Para Cross, een in 2004 georganiseerd toernooi in Duitsland voor elitetroepen, werden zij tussen 26 teams eerste; dat gebeurde ook in 2005 en 2006

#### Uitrusting
- SIG P226
- SIG P229
- Armalite M16
- M4A1
- Heckler & Koch HK 33
- Heckler & Koch HK69A13
- Heckler & Koch HK416
- Kalekalip.308
- Gepard Anti-Material Rifle
- Sako TRG
- M203 Rocket Launcher
- Tavor-21
- CheyTac Intervention M200
- Dragunov (SVD)
- Accuracy International Arctic Warfare
- M16A4
- MPT-76
- F16